# 佐藤美樹晴
佐藤 美樹晴（さとう みきはる）は、日本の元子役、俳優。ロボット特撮テレビ番組『ロボット8ちゃん』で春野タケル役（2代目）を演じた。

## 出演作品

### テレビ
- ロボット8ちゃん（春野タケル（2代目））[1]
- 太陽戦隊サンバルカン (#40)
- 光戦隊マスクマン (#05)
- ママとあそぼう!ピンポンパン （ビッグマンモス　6期生）
- あんちゃん（#14）[2]

### 舞台
- ピーター・パン
- 宮本武蔵